# HappyHolograms
«#СчастливыхГолограмм» (англ. #HappyHolograms) — десятый эпизод восемнадцатого сезона «Южного Парка», является продолжением девятой серии #REHASH. Эпизод вышел 10 декабря 2014 года на канале Comedy Central в США.

## Сюжет
Кайл переживает из-за того, что все вокруг предпочитают проводить время в своих телефонах/планшетах и семьи (в том числе и его) перестали собираться в гостиных. Он запускает хештег #СпаситеГостиные (англ. #savethelivingroom) в социальных сетях.
К Кайлу приходит легендарный американский комик и телеведущий Билл Косби и, заявив, что он от команды, готовящей грандиозное рождественское телешоу, предлагает Кайлу сотрудничество в плане продвижения их шоу по его хештегу. Кайл с радостью соглашается. Когда Билл выходит, становится очевидно, что к Кайлу приходила голограмма.
Рэнди и Шерон приходят в полицию, чтобы получить защиту от бывшего продюсера Рэнди, который, как тот уверен, хочет убить Марша. Там же в участке оказывается голограмма Майкла Джексона. Полицейские пытаются её задушить или пристрелить, но понимают, что с голограммой сделать это невозможно.
Тем временем Кайл со Стэном смотрят по телевизору рекламу того самого телешоу, о котором говорил Косби. Оно называется «Рождественский выпуск Пошли нахер Вашингтонских индейцев» (англ. The Washington Redskins' Go Fuck Yourself Holiday Special). Кайл приходит в ужас из-за планируемого участия в программе Картмана, Стэн — своего отца.
Рэнди Марш в участке узнаёт от Майкла Джексона, что его бывший продюсер хочет запустить в эфир телешоу, к которому будет приковано внимание всех поколений. Становится очевидно, что это то самое шоу, о котором в начале эпизода Билл Косби рассказывал Кайлу. Ренди принимает решение, что такое телешоу недопустимо и загорается идеей остановить этот проект. Майкл его поддерживает. Когда в участок врывается вооружённая голограмма Тупака и полицейские не могут с ней ничего сделать, Рэнди, Шэрон и Майкл сбегают из участка через окно.
Стэн и Кайл не могут пройти в комнату Картмана, чтобы остановить его, так как тот серьёзно забаррикадировал комнатную дверь изнутри. Ребят захватывают в заложники помощники продюсера, чтобы давить на Рэнди.
Тем временем шоу начинается с выступления голограммы Курта Кобейна, выступление комментируется Картманом, на экране постоянно транслируются комментарии зрителей концерта в Твиттере. У Картмана появляется уникальная способность — появляться в окошке в качестве комментатора везде, где он захочет, и ему это нравится…

## В концерте принимают участие
- голограмма Курта Кобейна с ружьём;
- наряженная снеговиком задница Игги Азалия и голограмма Элвиса Пресли;
- голограмма Билла Косби и Тейлор Свифт;
- Аль Пачино, Джей Джей Уотт, Майли Сайрус, группа U2, голограмма Робина Уильямса, Том Хэнкс, Лорд, Мишель Обама, голограмма Майкла Джексона в образе Питера Пэна (были заявлены в анонсе).

## Отсылки к значимым фактам общественной жизни и культурным явлениям
- В начале мультфильма Кайл зажигает особый иудейский светильник — ханукию, что говорит о том, что события эпизода происходят в период Хануки. В 2014 году Ханука началась 17 декабря[1].
- КартманБро — это отсылка к популярности современных видеоблогеров, в первую очередь Пьюдипая.
- Попытки полицейских задушить и пристрелить голограмму Майкла Джексона являются отсылкой к нашумевшим смертям чернокожих Эрика Гарнера и Майкла Брауна.
- Обращённая к Майклу Джексону фраза Рэнди в полицейском участке «Я люблю детей не меньше вашего» и бурная ответная реакция Майкла — намёк на попытки многочисленных мошенников отсудить у Джексона деньги, обращаясь к нему с судебными исками о растлении малолетних.
- Голограмма Курта Кобейна с ружьём — намёк на его самоубийство.
- Когда Картман захватывает все экраны, то говорит, что он достигнет превосходства как Джонни Депп но круче, имея в виду фильм «Превосходство» с Джонни Деппом.
- Когда голограмма Тупака заходит в полицейский участок, звучит музыка из культового боевика «Терминатор», фрагмент показа кадров с камеры наблюдения, где Тупак идёт по коридору — также отсылает к этому фильму.

## Примечательные факты
- Это первый рождественский эпизод с восьмого сезона.
- Шерон в полицейском участке называет Лорд 19-летней, однако на момент выхода эпизода ей было только 18 лет.
- Ирония финала эпизода в том, что вместо Санты Пьюдипай спасает мир от Картмана, благодаря вере детей в рождественские чудеса.

## Отсылки к другим эпизодам
- Данный эпизод является непосредственным продолжением предыдущего 1809 эпизода «#REHASH».
- В эпизоде 806 «Джефферсоны» полицейские Южного Парка уже сталкивались с задачей доказать, что светлокожий Майкл Джексон на самом деле негр. Отсылкой к этому эпизоду также является то, что Джексон направлялся к особняку Джефферсонов, где его и задержали полицейские.
- Название телешоу является отсылкой к эпизоду 1801 «Себе пофинансируй» (англ. Go Fund Yourself).
- Анджелина Джоли, почёсывающая пах, напоминает о серии 1103 «Вшивые приключения» (англ. Lice Capades).
- Сотрудник службы поддержки Panasonic также работает ещё в целом ряде служб поддержки, о чём нам известно из эпизода 1807 «Заточение в виртуальности» (англ. Grounded Vindaloop).
- Отдельный туалет, о необходимости сохранения которого кричит Картман в конце эпизода, подробно описан в эпизоде 1803 «Неженка» (англ. The Cissy).
- Никнеймы пользователей Твиттера, комментирующих концерт, являются отсылками к разным эпизодам 18 сезона:
  - @FullBushbro — эпизод 1805 «Волшебный куст» (англ. The Magic Bush);
  - @glutenkillz — эпизод 1802 «Безглютеновая Эбола» (англ. Gluten Free Ebola);
  - @cockmagic4life — эпизод 1808 «Петушковая магия» (англ. Cock Magic).